# Callimus akbesianum
Callimus akbesianum är en skalbaggsart som beskrevs av Maurice Pic 1892. Callimus akbesianum ingår i släktet Callimus och familjen långhorningar. Inga underarter finns listade.